# 恋するフレミング
「恋するフレミング」（こいするフレミング）は、キャプテンストライダムの楽曲。2006年10月18日にソニー・ミュージックアソシエイテッドレコーズからメジャー6thシングル（通算7作目）として発売された。

## 解説
前作『風船ガム』から約4ヶ月ぶりのリリース。
初回生産限定盤と通常盤の2形態で発売された。初回生産限定盤には、スペースシャワーTVで放送された特別番組『キャプテンストライダムのVERY GOOD HARVEST』を完全収録したDVDが付属。

## 収録曲
| 全作曲: 永友聖也。 |                                            |              |            |                                     |      |
| #                  | タイトル                                   | 作詞         | 作曲・編曲 | 編曲                                | 時間 |
| 1.                 | 「恋するフレミング」                       | 永友聖也     | 永友聖也   | 久保田光太郎 キャプテンストライダム | 6:11 |
| 2.                 | 「明日の真下」                             | 久保田光太郎 | 永友聖也   | 久保田光太郎 キャプテンストライダム | 3:59 |
| 3.                 | 「風船ガム (Live at 新宿LOFT 2006.07.03)」 | 松本隆       | 永友聖也   | キャプテンストライダム              | 4:29 |
| 合計時間:          | 合計時間:                                  | 合計時間:    | 合計時間:  | 14:39                               |      |

## 曲の解説
1. 恋するフレミング
久保田光太郎との共同で制作した楽曲で、ギターソロはキャプテンストライダムの楽曲の中で最も長い。サウンド面ではAC/DCを意識している[2]。これにより電気に関係したタイトルしたいということから「フレミング」（フレミングの法則）となったが、タイトルっぽくないという理由により現在のタイトルになった[3]。
キャプテンストライダムの楽曲で初めて演奏時間が6分を超えた楽曲で、バンド史上最長となっている。
2. 明日の真下
1stアルバム『ブッコロリー』のセッション後に制作された楽曲[4]。元々は「BACK IN (THE) C.T.S.R」という曲で、歌詞・タイトルを変更したもの。作詞も永友ではなく、久保田が担当。
アルバム『BAN BAN BAN』には、イントロが大幅にカットされた「Album edit」で収録されており、シングル収録テイクはアルバム未収録。
3. 風船ガム (Live at 新宿LOFT 2006.07.03)
ゲストミュージシャンとしてギタリストの鈴木茂が参加[1]。アルバム未収録。

## 収録アルバム
恋するフレミング
- BAN BAN BAN
- ベストロリー

明日の真下
- BAN BAN BAN（album edit）

## ライブ映像作品
恋するフレミング
- BAN BAN BAN
- LIVE IN SHIBUKO "BIG BAN BUZZ"

明日の真下
- LIVE IN SHIBUKO "BIG BAN BUZZ"